# Communauté de communes de Haute Maurienne Vanoise
Die Communauté de communes de Haute Maurienne Vanoise ist ein ehemaliger französischer Gemeindeverband mit Rechtsform einer Communauté de communes im Département Savoie, dessen Verwaltungssitz sich in der Commune nouvelle Val-Cenis befand.
Der Gemeindeverband bestand aus drei Gemeinden auf einer Fläche von 618,9 km2. Er lag an der Grenze zu Italien in der östlichen Maurienne und schloss das Arc-Tal ab. Der zweite Namensbestandteil bezog sich auf den Nationalpark Vanoise, zu dem die nördlichen Gebiete des Gemeindeverband gehörten. Durch den Nationalpark selbst und Wintersportmöglichkeiten außerhalb des Parks waren die Gemeinden sehr auf den Tourismus ausgelegt, so standen der geringen Einwohnerzahl etwa 25.000 Betten in Hotels, Ferien- und Zweitwohnungen gegenüber.

## Aufgaben
Zu den vorgeschriebenen Kompetenzen gehörten die Entwicklung und Förderung wirtschaftlicher Aktivitäten und des Tourismus sowie die Raumplanung. Der Gemeindeverband betrieb die Straßenmeisterei, die Rettungsdienste und die Müllabfuhr und -entsorgung.

## Historische Entwicklung
Die Ende 2001 gegründete Communauté de communes geht auf einen Vorgängerverband namens District de Haute Maurienne zurück, der im Februar 1973 entstand.
Durch Bildung der Commune nouvelle Val-Cenis mit Wirkung vom 1. Januar 2017 reduzierte sich die Anzahl der Mitgliedsgemeinden von sieben auf drei.
Mit Wirkung vom 1. Januar 2017 fusionierte der Gemeindeverband mit der Communauté de communes Terra Modana und bildete so die Nachfolgeorganisation Communauté de communes Haute Maurienne Vanoise. Trotz der großen Namensähnlichkeit handelt es sich um eine Neugründung mit eigener Rechtspersönlichkeit!

## Ehemalige Mitgliedsgemeinden
Folgende Gemeinden gehörten der Communauté de communes de Haute Maurienne Vanoise an:
| Gemeinde         | Einwohner 1. Januar 2022 | Fläche km² | Dichte Einw./km² | Code INSEE | Postleitzahl |
| ---------------- | ------------------------ | ---------- | ---------------- | ---------- | ------------ |
| Bessans          | 352                      | 128,1      | 3                | 73040      | 73480        |
| Bonneval-sur-Arc | 270                      | 82,7       | 3                | 73047      | 73480        |
| Val-Cenis        | 2.092                    | 408,1      | 5                | 73290      | 73500        |